# 睦町 (横浜市)
睦町（むつみちょう）は、神奈川県横浜市南区の地名。現行行政地名は睦町1丁目から睦町2丁目（字丁目）。住居表示未実施区域。

## 地理
南区の東部に位置し、南に堀ノ内町、西に東蒔田町、北に高砂町、川を挟んで東に中村町と接している。

### 河川
- 堀割川

## 歴史

### 沿革
- 1935年（昭和10年）7月1日 - 中村町、蒔田町の各一部を分離し、睦町を新設。横浜市中区睦町となる[6]。
- 1943年（昭和18年）12月1日 - 南区の新設により、横浜市南区睦町となる[7]。
- 1967年（昭和42年）9月6日 - 　中村町の一部を睦町に編入。睦町の一部を東蒔田町、高砂町へ編入[8]。
- 1969年（昭和44年）10月1日 - 行政区再編成により、南区を再配置。横浜市南区二葉町となる[9]。

## 世帯数と人口
2025年（令和7年）6月30日現在（横浜市発表）の世帯数と人口は以下の通りである。
| 丁目      | 世帯数    | 人口    |
| --------- | --------- | ------- |
| 睦町1丁目 | 1,509世帯 | 2,181人 |
| 睦町2丁目 | 368世帯   | 689人   |
| 計        | 1,877世帯 | 2,870人 |

### 人口の変遷
国勢調査による人口の推移。
| 年                 | 人口  |
| ------------------ | ----- |
| 1995年（平成7年）  | 2,782 |
| 2000年（平成12年） | 2,612 |
| 2005年（平成17年） | 2,393 |
| 2010年（平成22年） | 2,420 |
| 2015年（平成27年） | 2,516 |
| 2020年（令和2年）  | 2,619 |

### 世帯数の変遷
国勢調査による世帯数の推移。
| 年                 | 世帯数 |
| ------------------ | ------ |
| 1995年（平成7年）  | 1,176  |
| 2000年（平成12年） | 1,140  |
| 2005年（平成17年） | 1,073  |
| 2010年（平成22年） | 1,144  |
| 2015年（平成27年） | 1,227  |
| 2020年（令和2年）  | 1,429  |

## 学区
市立小・中学校に通う場合、学区は以下の通りとなる（2024年11月時点）。
| 丁目      | 番・番地等                       | 小学校             | 中学校             |
| --------- | -------------------------------- | ------------------ | ------------------ |
| 睦町1丁目 | 全域                             | 横浜市立日枝小学校 | 横浜市立共進中学校 |
| 睦町2丁目 | 1番地〜184番地の1 184番地の4以降 | 横浜市立日枝小学校 | 横浜市立共進中学校 |
| 睦町2丁目 | 184番地の2・3                    | 横浜市立蒔田小学校 | 横浜市立蒔田中学校 |

## 事業所
2021年（令和3年）現在の経済センサス調査による事業所数と従業員数は以下の通りである。
| 丁目      | 事業所数  | 従業員数 |
| --------- | --------- | -------- |
| 睦町1丁目 | 84事業所  | 689人    |
| 睦町2丁目 | 46事業所  | 276人    |
| 計        | 130事業所 | 965人    |

### 事業者数の変遷
経済センサスによる事業所数の推移。
| 年                 | 事業者数 |
| ------------------ | -------- |
| 2016年（平成28年） | 141      |
| 2021年（令和3年）  | 130      |

### 従業員数の変遷
経済センサスによる従業員数の推移。
| 年                 | 従業員数 |
| ------------------ | -------- |
| 2016年（平成28年） | 876      |
| 2021年（令和3年）  | 965      |

## 主な施設
- 神奈川県警察
  - 第一交通機動隊本部
  - 南警察署中村町交番
- 横浜市資源循環局南事務所
- シルバー人材センター南事務所
- 横浜中村橋郵便局
- かながわ信用金庫中村橋支店
- 横浜青年館
- 睦地域ケアプラザ

## その他

### 日本郵便
- 郵便番号 : 232-0041[3]（集配局：横浜南郵便局[19]）

### 警察
町内の警察の管轄区域は以下の通りである。
| 番・番地等 | 警察署   | 交番・駐在所 |
| ---------- | -------- | ------------ |
| 全域       | 南警察署 | 中村橋交番   |